# جوزيبي أوريليو
جوزيبي أوريليو هو لاعب كرة قدم إيطالي في مركز ظهير، ولد في 22 مارس 2000 في براتشيانو في إيطاليا.

## وصلات خارجية
- جوزيبي أوريليو على موقع قاعدة بيانات كرة القدم.إي يو (الإنجليزية)
- جوزيبي أوريليو على موقع Soccerway.com (الإنجليزية)
- جوزيبي أوريليو على موقع عالم كرة القدم.نت (الإنجليزية)